# Tranvia Borgo San Donnino-Salsomaggiore
La tranvia Borgo San Donnino-Salsomaggiore era una linea non elettrificata che dal 1890 al 1937 collegava la città termale di Salsomaggiore con Borgo San Donnino, nome con cui era chiamata la città di Fidenza ai tempi della costruzione dell'impianto. Voluta dagli imprenditori locali e utilizzata in seguito per la sperimentazione di alcuni prototipi di automotrice termica, la tranvia fu soppressa in seguito alla costruzione dell'attuale ferrovia.

## Storia
La nascita di una tranvia per il collegamento con Borgo San Donnino, l'odierna Fidenza, è legata alla figura di Luigi Corazza. Questi, nato a Parma il 16 marzo 1847, si stabilì nella città termale emiliana dove avviò la perforazione e la costruzione del primo acquedotto d'acqua dolce locale, chiamato "Re dei Ruscelli", originaria fonte per l'industria termale e alberghiera della zona. Nel 1888 Corazza costruì, su progetto dell'ing. Alberto Corradi, la tranvia a vapore per Borgo San Donnino.
Realizzata nel giro di un anno, il 25 maggio 1889 si ebbe la prima corsa prova, mentre l'inaugurazione ufficiale si tenne il 27 maggio 1890.
Ben presto l'impianto divenne oggetto di contrattazioni per il subentro di un altro gestore, tanto che il 26 febbraio 1914, con deliberazione della Giunta municipale di Salsomaggiore a firma dell'allora sindaco Enrico Sechi Parolini, si registrò un "Voto in merito all'acquisto della tramvia Corazza da parte dell'Amm.ne provinciale di Parma".
Il subentro nella gestione della linea avvenne però nel 1923 quando questa fu rilevata dalla società Auto Guidovie Italiane (AGI), nuovo nome di una storica impresa fondata e diretta da Alberto Laviosa. Questi aveva individuato nell'impianto il campo di prova ideale per una nuova serie di veicoli ferrotranviari di derivazione automobilistica di cui lo stesso Laviosa aveva prodotto alcuni prototipi. Da tale anno l'esercizio prese dunque ad essere effettuato con l'impiego di automotrici termiche.
La linea non durò però molto: la sua soppressione, avvenuta nel 1937 fu dovuta all'inaugurazione della parallela ferrovia Fidenza-Salsomaggiore.

## Caratteristiche tecniche
|  | Continuation backward |  |  | Unused urban continuation backward |

| Unknown route-map component "CONTgq" | Unknown route-map component "ABZql+l" | Station on transverse track | Transverse track | Unused waterway under railway bridge + Unknown route-map component "lCONTf@Fq" |

|  | Straight track | Unknown route-map component "uexSTR+l" | Unknown route-map component "uexBHFq" | Unknown route-map component "uexSTRr" |

|  | Straight track | Unknown route-map component "uexHST" |  |  |

|  | Straight track | Unknown route-map component "uexHST" |  |  |

| Unknown route-map component "uexSTR+l" | Unknown route-map component "emKRZo" | Unknown route-map component "uexSTRr" |  |  |

| Unknown route-map component "uexHST" | Stop on track |  |  |  |

| Unknown route-map component "uexHST" | Straight track |  |  |  |

| Unknown route-map component "uexHST" | Straight track |  |  |  |

| Unknown route-map component "uexKBHFe" | End station |  |  |  |

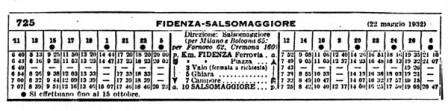
Orario del servizio nel 1932

Il capolinea sorgeva presso la stazione ferroviaria di Borgo San Donnino, lungo via Giosuè Carducci, comune alla tranvia per Soragna, un altro impianto a vapore concesso al Corazza ma che già nel 1892 questi aveva preferito trasferire alla Società Nazionale di Tramways e Ferrovie di Milano.
Da qui la tranvia piegava a sud seguendo l'attuali via Antonio Gramsci e via Trieste, per proseguire lungo l'attuale strada statale 359.
Lungo il percorso si incontravano le fermate di Borgo San Donnino Piazza e strada Lodesana, quest'ultima distante poche centinaia di metri dall'attuale fermata ferroviaria di Vaio-Ospedale; seguivano in successione la fermata a richiesta di Vaio, una fermata a servizio della frazione Ponte Ghiara e quella in corrispondenza di via Campore, originaria strada d'ingresso a Salsomaggiore. Giunti nella città termale, fra il 1899 e il 1912 i turisti in arrivo potevano raggiungere il ritrovo di villa Paradiso, posta alla sommità del monte Cucco, per mezzo di una funicolare.
L'orario del 1921 prevedeva 7 coppie di cui 3 festive; nell'estate del '32 le coppie erano diventate nove, di cui 2 dirette (senza fermata a Vaio e Campore), tutte strutturate in modo da non prevedere incroci in linea.

## Materiale rotabile
All'epoca della trazione a vapore sotto la gestione Corazza, la tranvia era servita da un convoglio costituito da una locomotiva tranviaria e carrozze rimorchiate. Presso l'archivio TEP è presente la fotografia di una locomotiva a 3 assi denominata "Salsomaggiore".
Acquisito l'esercizio da parte di AGI, fra il 1923 e il 1925 furono immessi in esercizio 3 nuovi rotabili. Le automotrici T1-T2 erano veicoli a 2 assi, dal peso assiale estremamente ridotto, dotate di motorizzazione a benzina e soluzioni tecniche analoghe a quelle dei coevi progetti di altri costruttori. La T3 era un vero e proprio autotreno articolato a 2 casse poggianti su 3 carrelli, di cui quello intermedio motorizzato, che fu brevettato dallo stesso Laviosa. Alla chiusura della tranvia il veicolo fu ceduto alla TBPM per l'esercizio sulle proprie linee per Pieve di Cento e Malalbergo.
Sempre per la tranvia Fidenza-Salsomaggiore (nel 1927 la Borgo San Donnino era stata ribattezzata con l'antico toponimo derivante dal nome latino Fidentia), fra il 1928 e il 1930 Laviosa realizzò una locomotiva a ciclo Otto utilizzando telaio, rodiggio e parti meccaniche provenienti da una locomotiva a vapore Dick, Kerr & Co Ltd. La stessa fu in seguito ceduta allo zuccherificio di Casalmaggiore per le manovre all'interno del proprio stabilimento.